# Monasterio de Santa María (Vallbona de les Monges)
El monasterio de Vallbona de las Monjas, también llamado Real Monasterio de Santa María de Vallbona y Nuestra Señora de Vallbona (en catalán: monestir de Vallbona de les Monges), es una abadía cisterciense femenina que se sitúa en la comarca catalana de Urgel dentro del municipio de Vallbona de las Monjas (Lérida). Fue declarado Monumento Nacional por Real Orden de 3 de junio de 1931. Construido entre los siglos XII y XIV, es de estilo románico con gran parte ya realizado en arquitectura gótica. Es el monasterio cisterciense femenino más importante de Cataluña y conjuntamente con el monasterio de Poblet y el monasterio de Santes Creus integran la Ruta del Císter.

## Historia

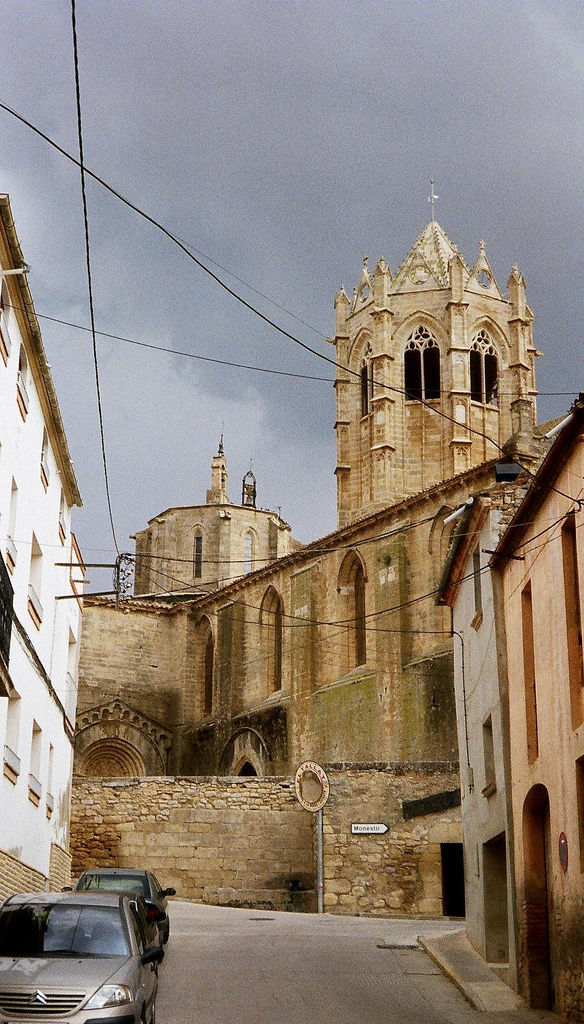
Vista desde una calle de	Vallbona

### Fundación y orígenes
De una primitiva agrupación de anacoretas mixtas, fundada en el año 1153 por Ramón de Vallbona bajo la regla de San Benito, en 1175 sólo permanecía en el lugar una comunidad femenina que decidió acogerse a la observancia del Císter. Contaban para su establecimiento con los terrenos cedidos para ello en 1163 por el conde de Barcelona Ramón Berenguer IV. Para dirigir la comunidad se incorporó al año siguiente procedente del Monasterio de Santa María de la Caridad de Tulebras (Navarra) su primera abadesa: Oria Ramírez (1176-1180). Pronto adquirió el monasterio gran reputación y atrajo a su seno damas de la nobleza catalana. También se granjeó el favor real, demostrado con sus visitas por Alfonso II el Casto y su esposa Sancha de Castilla o Jaime I el Conquistador, quienes no sólo se alojaron en el cenobio en repetidas ocasiones sino que patrocinaron su construcción. Del papa Inocencio III recibió en el año 1198 y 1200 la inmunidad y protección de bienes y una bula otorgada por el mismo papa en 1201 que regulaba la clausura y aseguraba su independencia del episcopado. Gracias a las numerosas propiedades recibidas por donaciones y testamentos entre ellos, el del propio conde Ermengol VII, fue formándose entre los siglos XII y XIII el gran dominio del cenobio sobre todo en el Condado de Urgel, se consiguió el reconocimiento jurídicamente bajo el mandato de la abadesa Saurena de Anglesola (1379-1392) quien compró al rey Pedro III de Aragón la jurisdicción civil y criminal de todas las posesiones del monasterio por 22 000 sueldos barceloneses, estas adquisiciones permitieron el establecimiento de la baronía de Vallbona y convirtieron en el centro de la vida política y jurídica al monasterio de todas las villas y términos que lo integraban. Formaban la comunidad en esta época 150 religiosas, la mayoría pertenecientes a linajes de la nobleza catalana, como los Cardona, Cervera, Queralt, Boixadors, Anglesola, etc.

### Decadencia y resurgimiento

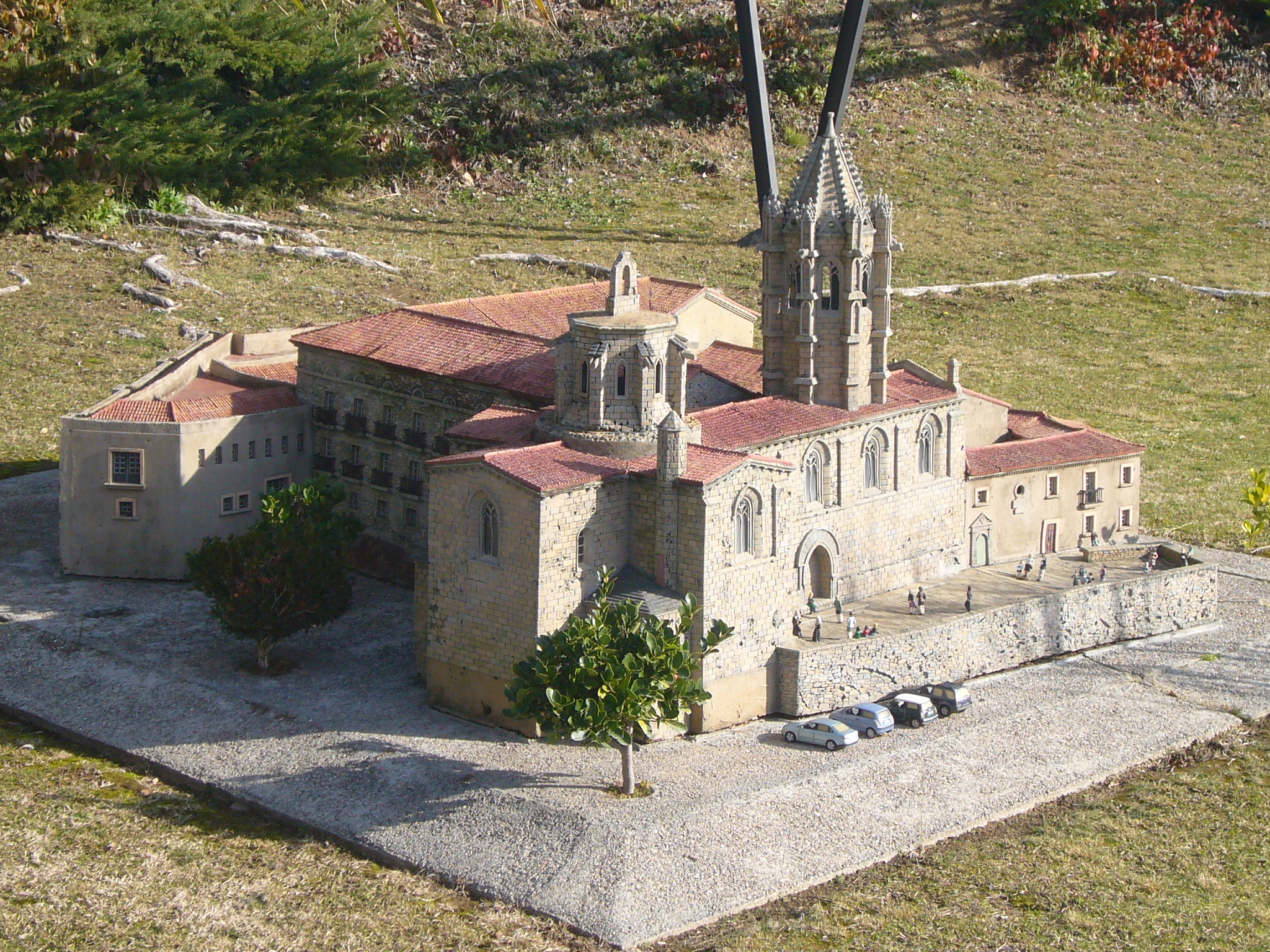
Maqueta del monasterio, en Cataluña en Miniatura

La guerra civil de 1462-1472 y posteriormente el Concilio de Trento (1545-1563) tuvieron una notable repercusión sobre la abadía: por uno de sus acuerdos se prohibía la existencia de comunidades femeninas en lugares despoblados, lo que obligó a las monjas en 1573 a ceder parte de sus tierras a gentes venidas de otros lugares, principalmente habitantes de Montesquiu, para que pudieran asentarse en su entorno y crear así un núcleo de población que derivó en el actual Vallbona de las Monjas.
Para la fundación de esta población se habilitaron toda la serie de edificaciones externas de que disponía el monasterio, parecidas a las que aún perduran en los de Poblet o Santes Creus, por lo que queda en este monasterio, además de la iglesia y el claustro, únicamente las dependencias estrictamente monacales. Los tiempos siguientes no fueron muy buenos, en el siglo XVII tuvo litigios con su propia orden, principalmente con Santa María de Poblet, los tributos que tenían que pagar dejaban en mal lugar su economía que se unieron a los estragos causados por la Guerra de los Segadores ( 1640-1652), seguida por las guerras de la Sucesión (1705-1717) y la Guerra del Rosellón (1788-1795), mantuvieron numerosos pleitos con las villas pertenecientes a su baronía, a causa de la desamortización de Mendizábal y la Exclaustración, se ausentaron del monasterio durante seis meses con lo que pudieron continuar con la vida monacal y no sufrieron tantos daños como los monasterios de Poblet o de Santes Creus. El monasterio sigue albergando hoy una comunidad de monjas cistercienses como lo ha hecho ininterrumpidamente desde su fundación, con la sola excepción del periodo de la guerra civil española.
Con las nuevas obras realizadas, se han habilitado unas habitaciones para servicio de hospedaje que junto con trabajos de cerámica, tratamiento de textos y partituras de música por ordenador y las visitas turísticas del monasterio representan una buena fuente de ingresos para la comunidad.

### Escritorio
Su biblioteca junto con el scriptorium alcanzaron gran fama, copiados e ilustrados por las antiguas religiosas se conservan catorce códices del siglo XIII, que se conservan en el archivo con gran cantidad de documentos antiguos de gran interés para la historiografía comarcal y nacional. Relevante fue también su farmacia, que abastecía a todos los pueblos de la baronía con documentación del siglo XV.

## Edificio

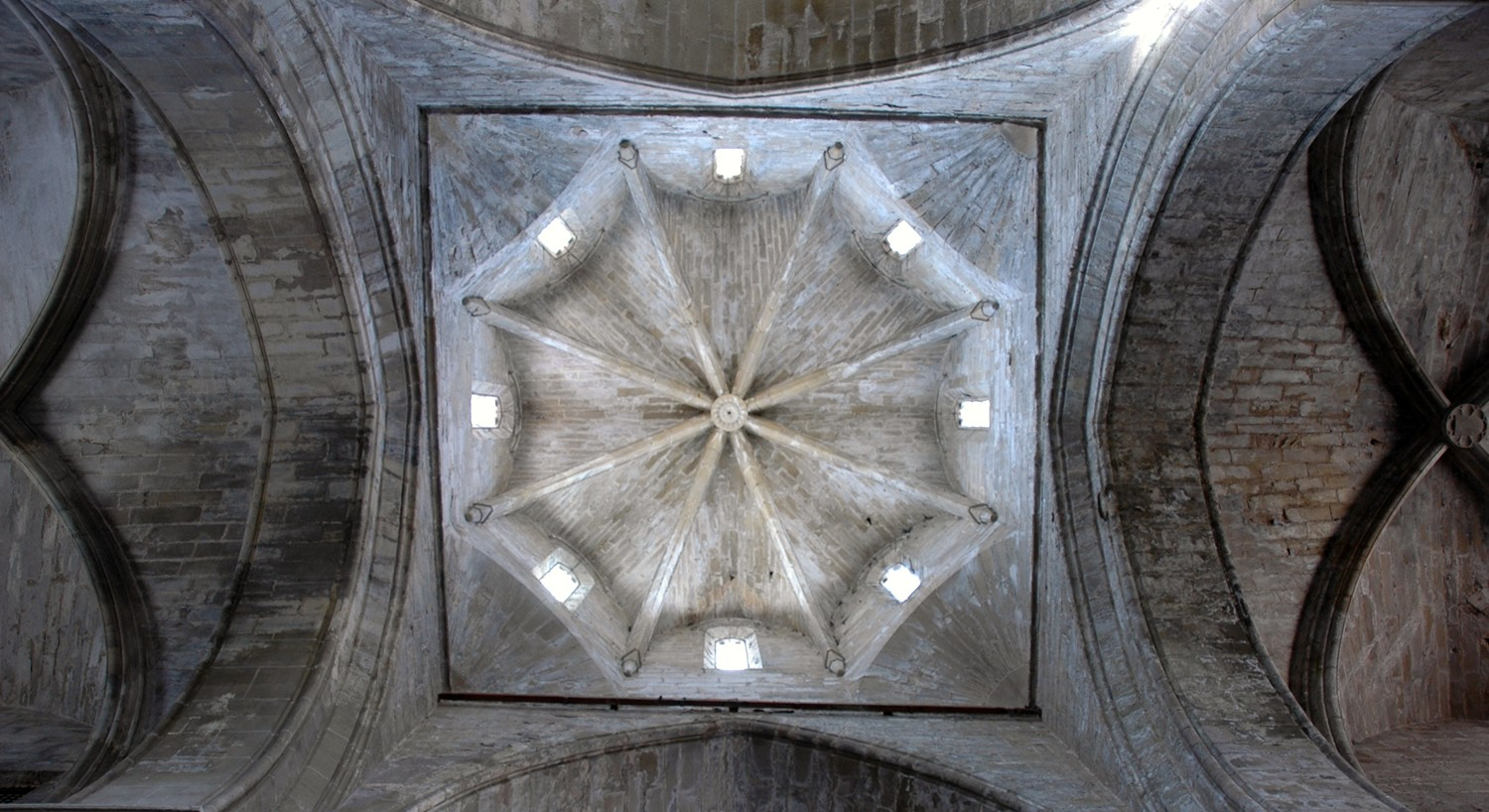
Cimborio octogonal

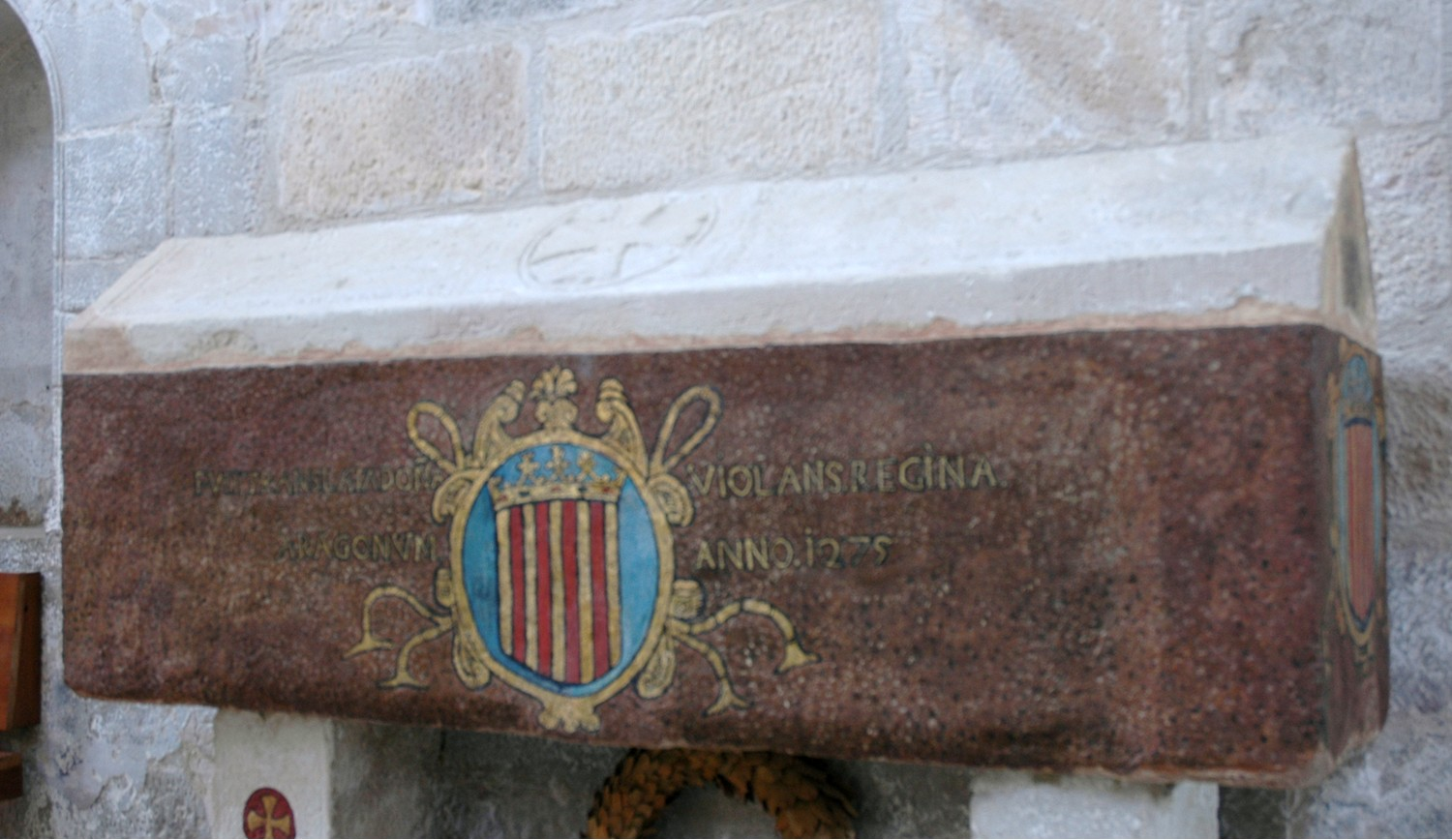
Tumba de Violante de Hungría

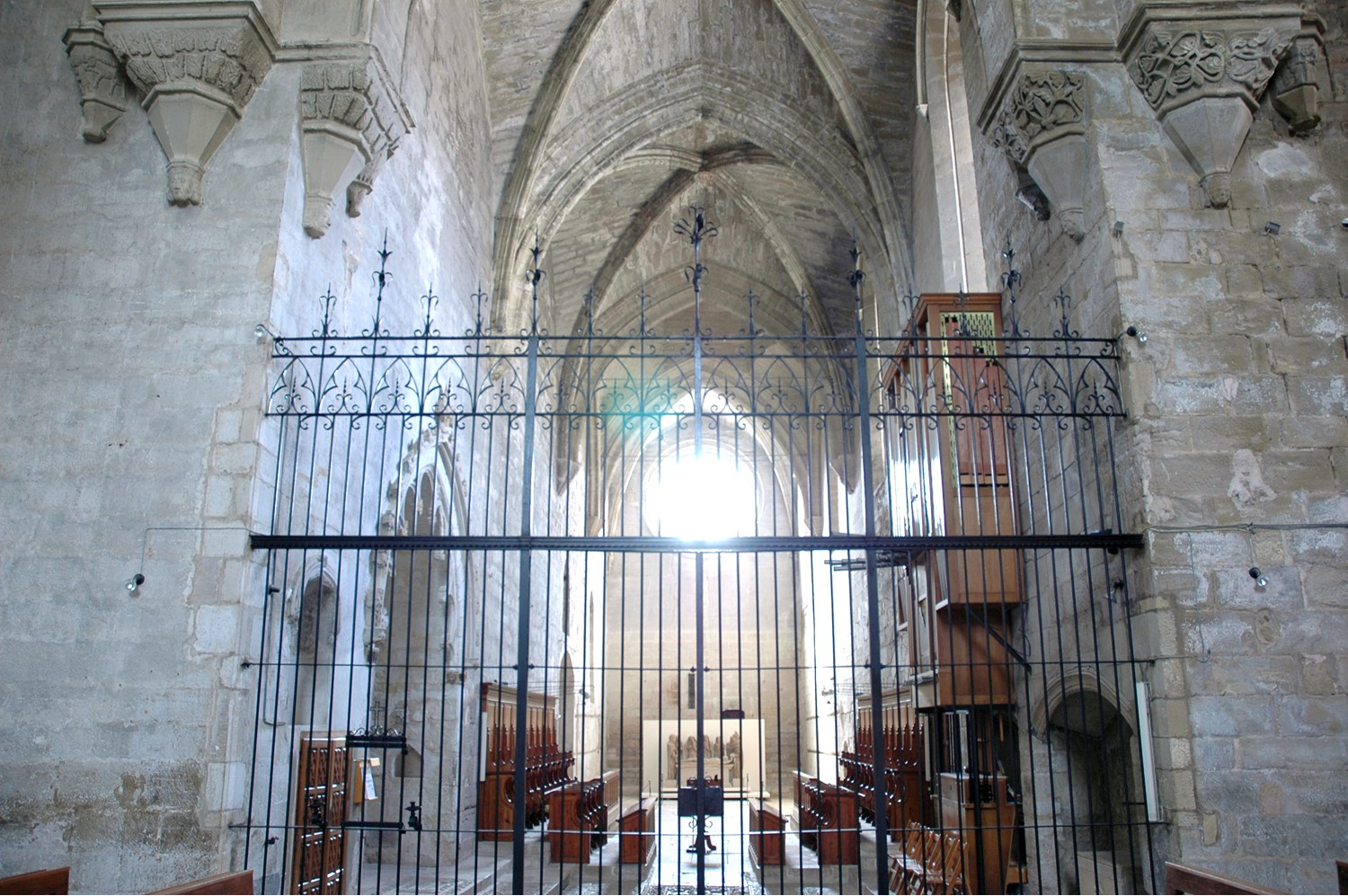
Coro en la nave con la verja de separación

La Iglesia, construida entre los siglos XII y XIV, esto es, en la transición del románico al gótico, tiene planta de cruz latina de una sola nave y cuatro tramos hasta el transepto; éste es muy alargado pero más estrecho que la nave, por lo que da lugar a un crucero rectangular que se cubre con un cimborio ochavado que apoya sobre trompas cuya construcción está datado en el siglo XIII. En los dos brazos del transepto hay sendas capillas absidiales cuadradas. También el ábside principal situado en la cabecera de la nave es cuadrangular liso. El templo se cubre con bóveda de crucería ojival y los ábsides y el crucero con bóvedas de cañón.
Es de destacar la torre campanario de planta octogonal que se eleva a modo de un segundo cimborrio sobre el tramo segundo de la nave; 
es marcadamente gótico y de una sorprendente originalidad y audacia arquitectónica ya que se apea en los muros laterales directamente, 
fue construido durante el mandato de la abadesa Elisenda de Copons entre 1340 y 1348, (hermana del abad de Poblet Copons). En el 
presbiterio, al lado derecho del altar, se encuentra el sepulcro de Violante de Hungría esposa de 
Jaime I, que 
murió en 1251 
en el monasterio de Salas de Huesca, pero fue traslada al monasterio en 1275 y es la fecha de la inscripción de su sarcófago, quien dispuso, debido al prestigio conseguido por el cenobio, que sus restos descansaran en él y al otro lado el de la hija de ambos, Sancha de Aragón, fallecida en Tierra Santa y trasladada al monasterio su sarcófago está sobre tres columnas invertidas "a la funerala" en señal de duelo.
En la absiola sur se encuentra una sepulcro perteneciente a Ferrer Alamany de Toralla, fallecido en 1360 y de su esposa Beatriz de Guimerà, la imagen de él en la tapa vestido de caballero con heráldica en su cota y la figura de ella en un lateral con hábito cisterciense. En el fondo del muro la representación de dos ángeles llevando las almas de los difuntos al cielo.
A la derecha del coro se encuentra la capilla del Corpus Christi, donde se halla la imagen de Santa María de piedra policromada, obra de Guillem Seguer. Del altar de esta capilla se conservan en el Museo Nacional de Arte de Cataluña, dos antipendios del siglo XIV. Una verja separa la nave del transepto y de la cabecera del templo.

### Puertas

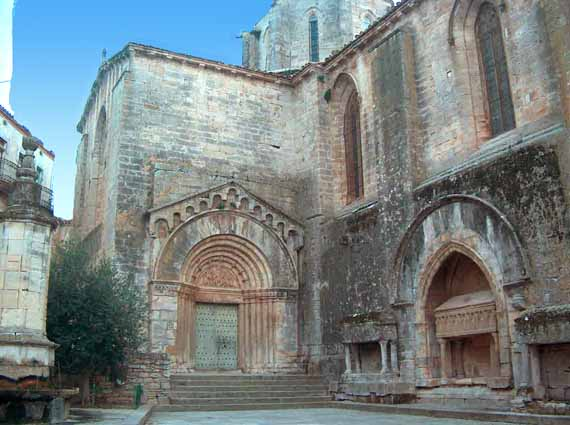
Plaza de acceso a la iglesia

La puerta principal, está situada en el brazo norte del transepto y que da a la plaza Mayor, presenta arco de medio punto abocinado con cinco arquivoltas sostenidas en columnas de capiteles con relieves vegetales parecidos a la galería este del claustro y un tímpano esculpido con una figura de la Virgen con Niño bendiciendo con su mano derecha, rodeada de ángeles. Sobre ella se encuentra una cornisa con un friso de arcuaciones ciegas con ménsulas esculpidas con motivos variados.

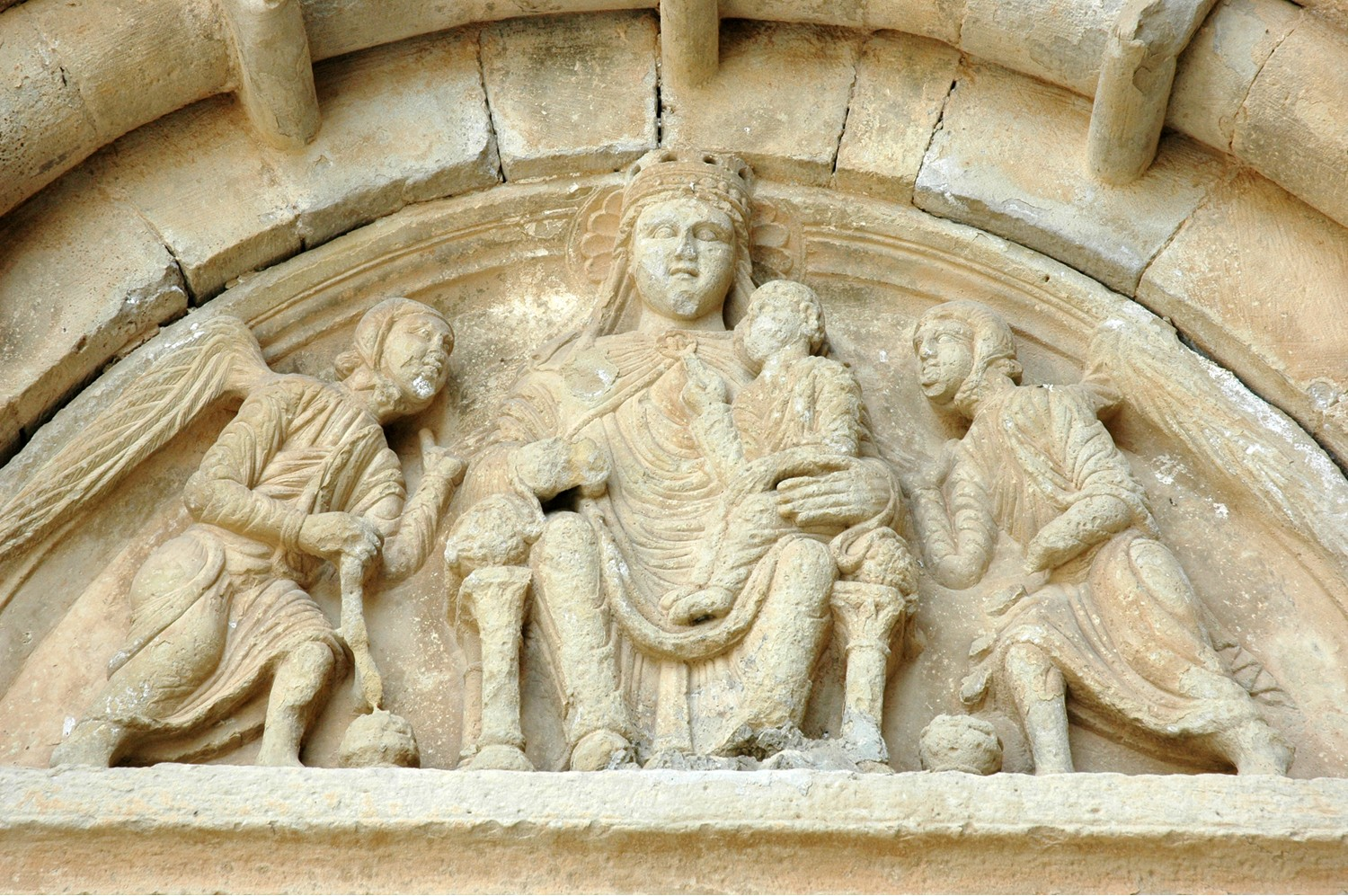
Tímpano de la puerta principal

En el muro norte se encuentra una puerta que daría al tramo tercero de la nave, que está cerrada y obstruida por un sarcófago dentro de su arco a manera de arcosolio y sobre el que hay un crismón trinitario de finales del siglo XII, en total sobre este muro hay cinco sarcófagos, cuatro románicos del siglo XIII y uno gótico, en todos se aprecian símbolos heráldicos y en dos se puede leer los nombres de los yacentes : Sibil·la de Guimerà esposa de Guerau Alamany y el otro Miquela Sasala del año 1244.

### El claustro

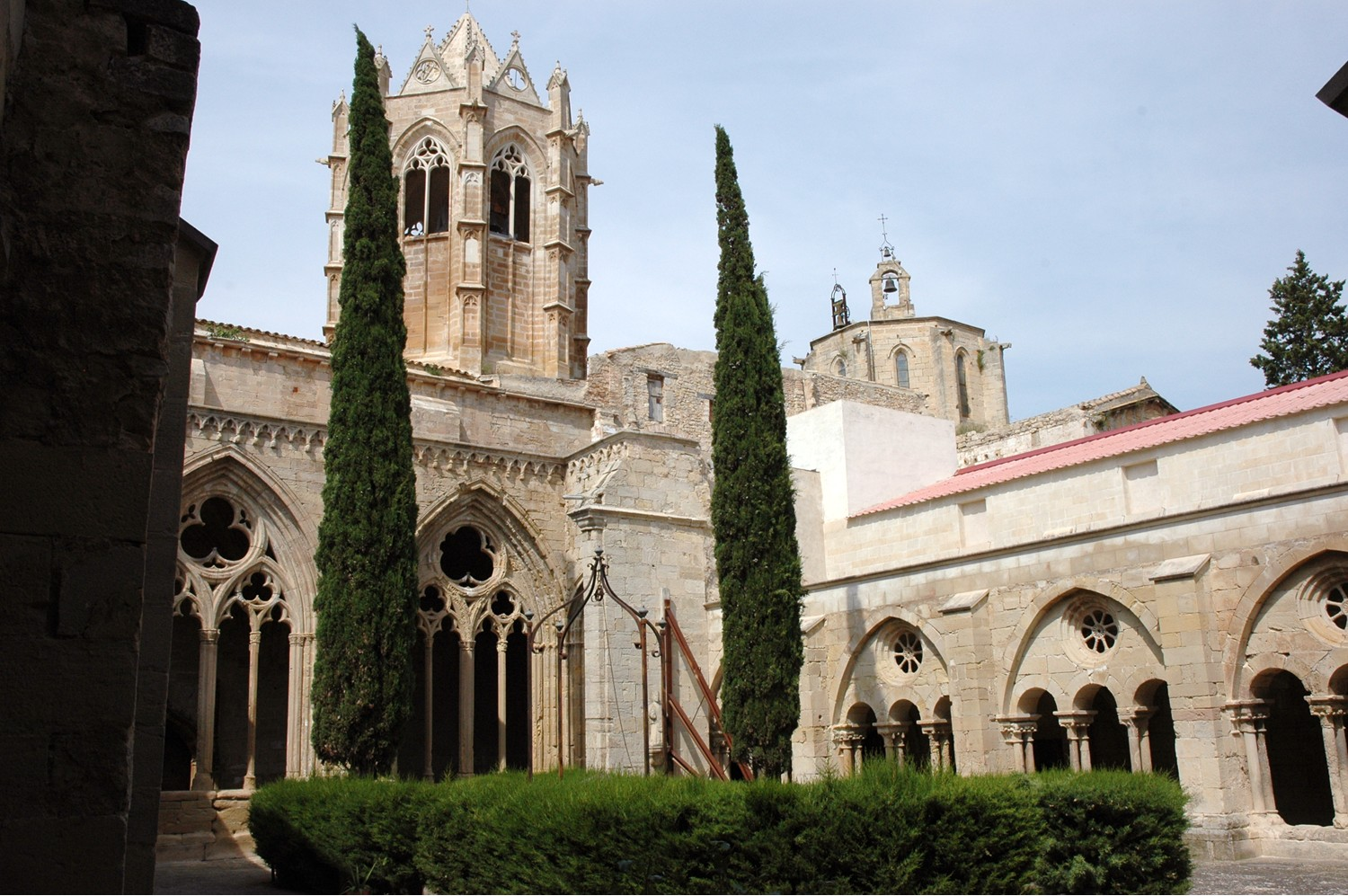
Claustro, alas norte gótica y este románica

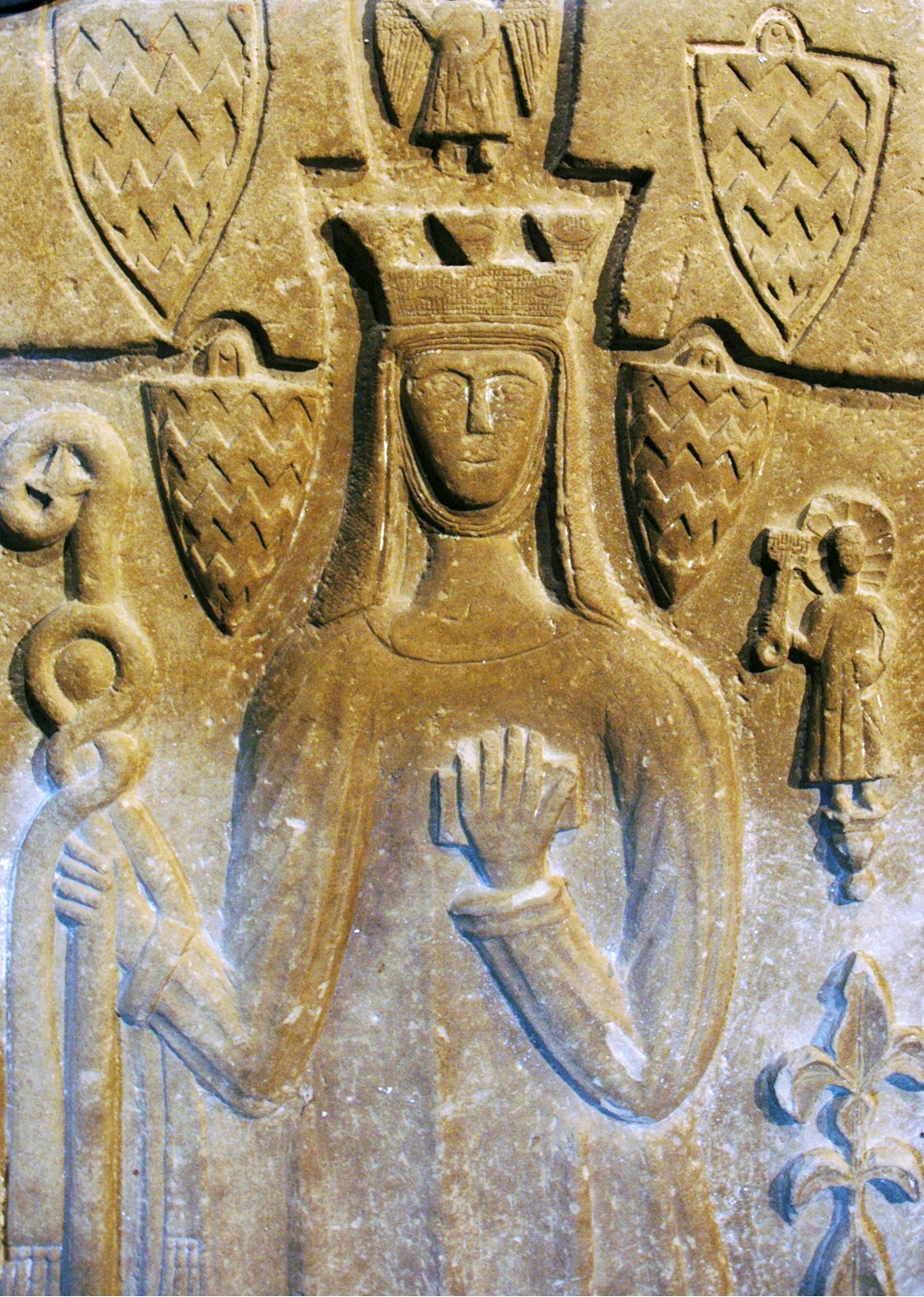
Lápida funeraria de la abadesa Anglesola

El claustro forma un cuadrilátero de lados desiguales y corresponde a diversas épocas y formas constructivas que se sucedieron entre el siglo XII y el XV. El acceso se realiza por la puerta situada a mitad de la nave de la iglesia y que coincide con la galería de la parte este. Las bóvedas en todo el recinto del claustro son de crucería.
El ala sur es la parte más antigua correspondiente al siglo XII; está ejecutada conforme a los austeros cánones cistercienses en estilo románico, consta de tres tramos formados por tres pilares y entre estos, tres arcos de medio punto sostenidos por parejas de columnas con capiteles totalmente lisos.
El ala este es también románica de la primera mitad del siglo XIII, consta de cinco tramos divididos por cuatro pilares, bajo arcos de descarga apuntados y rosetones de ocho radios que se unen en el centro con dibujo de carácter islámico, se agrupan triples arcadas de medio punto sobre parejas de columnas y capiteles, ya con motivos esculpidos de carácter vegetal.
El ala norte, la más corta, está integrada por dos amplios huecos ojivales de tracería típicamente gótica y realizada durante el siglo XIV. El ala oeste, la más reciente, es ya renacentista aunque retoma las pretéritas formas románicas y edificada por las abadesas de la familia Caldés en el siglo XV, en los capiteles de las columnas se observan las heráldica de dichas abadesas.
En torno al claustro se desarrollan otras dependencias, entre las que no podía faltar la sala capitular su acceso es desde el ángulo nordeste del claustro a través de una puerta de estilo gótico bajo el mandato de la abadesa Anglesola en el siglo XIV, está cubierto con una bóveda de crucería ojival, en su pavimento se encuentran varias lápidas sepulcrales de las antiguas abadesas de la comunidad, presidiendo esta sala se encuentra la imagen de la Virgen de la Misericordia, realizada en alabastro y atribuida al escultor Pere Johan.
En la panda este del claustro donde hay una entrada,se encuentra la capilla del año 1895 que guarda la Virgen del Claustro, una magnífica talla en piedra, románica perteneciente al siglo XIII. Además dispone de otra entrada hacia el transepto de la iglesia,

### Reformas
El departamento de Cultura de la Generalidad de Cataluña, encargó al arquitecto Llorens i Perelló en 1986 la restauración de las edificaciones así como un nuevo edificio para las celdas y salas de trabajo de las religiosas. Estas obras se reanudaron en 1997.